# Rápulo
Il Rápulo  o Ráputo (in spagnolo Río Rápulo o Río Ráputo) è un fiume della Bolivia, che scorre nel Dipartimento di Beni. È un affluente del fiume Yacuma.